# 禿髮傉檀
涼景王禿髮傉檀（365年—415年），河西鮮卑人，十六國時期南涼君主，为第一位正式稱「涼王」的南涼君主。禿髮鮮卑首領禿髮思復鞬之子，南涼君主禿髮烏孤、禿髮利鹿孤之弟。

## 生平
禿髮傉檀機警有才略。太初三年（399年），自稱武威王的禿髮烏孤移都樂都（今青海樂都），以傉檀為車騎大將軍、廣武公，鎮守西平（治今青海西寧），不久又改讓禿髮利鹿孤鎮守西平，召還傉檀錄府國事。同年去世，傳位予利鹿孤。

### 掌軍國事
建和元年（400年），後涼王呂纂進攻南涼，利鹿孤以傉檀抵抗，傉檀在三堆（大通河以南，今甘肅永登縣境）擊敗後涼軍隊，殺二千多人。不久，呂纂又攻北涼王段業，傉檀聞訊就率一萬騎兵進襲後涼都城姑臧（今甘肅武威市）。當時呂纂弟呂緯據北城防禦，傉檀就置酒於姑臧南門朱明門，嗚鐘鼓，大宴將士並在東門青陽門展示兵力，終掠奪八千戶回去。呂纂知姑臧受襲，亦得退兵撤還。
建和二年（401年），利鹿孤稱河西王，以傉檀為都督中外諸軍事、涼州牧、錄尚書事。同年，後涼呂超攻擊據有魏安的焦朗。焦朗派了侄兒焦嵩為質向南涼求援，利鹿孤就是派傉檀率軍救援。但傉檀到後，呂超已撤退，焦朗卻閉門拒守。傉檀因而大怒，打算攻城，但為鎮北將軍俱延所諫止，於是改與焦朗連和，接著又到姑臧展示兵力，並在姑臧西的胡阬駐防。傉檀知道呂超必定會來攻，於是準備好火把。呂超隨後果然派了王集領二千精兵進攻傉檀，傉檀待王集闖進傉檀營壘中時命營壘內外將士都舉起燃著的火把，令營中十分光亮，接著就命軍隊進攻王集軍，絡終斬殺王集及殺三百多人。後涼王呂隆聞訊恐懼，於是假意與傉檀通和，並請他到苑內結盟。傉檀於是派了俱延去參加結盟，但遭呂超伏兵襲擊。傉檀因而大怒，進攻後涼昌松太守孟禕所駐的顯美（今甘肅永昌縣東南），呂隆雖派苟安國及石可救援，但二人都因表懼傉檀兵強而撤還。傉檀攻下顯美後生擒孟禕，初怪摃他不早早投降，但孟緯辯解說他只是盡了為後涼呂氏守衞疆土的職責，令傉檀改以禮待。接著傉檀遷二千多戶回國，想以孟禕為左司馬，又因孟禕表示想為國盡忠到最後，不欲失守城池反獲對方授予顯職而將其送還後涼。建和三年（402年），北涼沮渠蒙遜進攻後涼，後掠因而向利鹿孤求援，利鹿孤就派傉檀領兵一萬救援。傉檀到昌松時知沮渠蒙遜已退兵，就是遷涼澤、段冢五百多戶人回國。不久又受命進攻魏安的焦朗，逼令其出降。

### 繼位為王
傉檀父親禿髮思復鞬在傉檀年輕時就已喜愛他，更向其諸子說：「傉檀明識榦藝，非汝等輩也。」因此其兄禿髮烏孤以立長君為由命弟禿髮利鹿孤繼位，利鹿孤就在建和三年（402年）病逝前遺命傉檀繼位，兩兄皆傳弟不傳子，最終將君主之位傳傉檀。而其實利鹿孤在位時，軍國大事都交了給傉檀處理。傉檀繼位後，自稱涼王，改元弘昌，並把都城遷回樂都，並在次年正月大肆修築樂都城。後秦王姚興遣使拜傉檀為車騎將軍、廣武公。

### 暫事後秦
傉檀繼位當年十月就率軍進攻後涼，至次年（403年），呂隆因不堪沮渠蒙遜及傉檀的接連進攻，認為再難固守姑臧，決定投歸後秦，向後秦請兵迎接。後秦王姚興於是派了齊難等領兵迎接，並吞併後涼領地，設置守宰。傉檀則攝昌松及魏安二戍作迴避。於傉檀進攻後涼時，其弟禿髮文真曾魏安攻擊後秦派往為後涼協防姑臧的王松怱軍，並俘擄王松怱。傉檀得知後大怒，送王松怱回長安並懇切地向後秦道歉。及至弘昌三年（404年）二月，傉檀更因畏懼後秦強大，自去年號，罷去尚書各官，並派參軍關尚出使後秦。姚興當時曾經以傉檀擅興戰事及大築城池而向關尚表示傉檀無為臣之道；關尚則答禿髮傉檀有羌人及沮渠蒙遜等強敵在附近，這些舉動都是為了守著後秦的門戶，希望姚興不要疑忌。姚興也對這答覆甚為滿意。後傉檀派禿髮文支大破南羌、西虜，接著就上表求姚興讓他領涼州，但被拒絕。後獲加官散騎常侍及增食邑二千戶，更於後秦弘始八年（406年）率兵進攻沮渠蒙遜。沮渠蒙遜當時嬰城固守，傉檀則割了其莊稼，攻至赤泉退兵。接著，傉檀又向後秦進獻三千匹馬及三萬頭羊。姚興至此認為傉檀是忠心的，於是以傉檀為使持節、都督河右諸軍事、車騎大將軍、領護匈奴中郎將、涼州刺史，鎮守姑臧，並召還涼州刺史王尚。傉檀終於得到涼州治權，但其時涼州人申屠英等派了主簿胡威力勸姚興不要召還王尚，放棄河西土地，終令姚興後悔，命車普阻止王尚離開，又派使者告知傉檀。傉檀率其三萬兵到姑臧南的五澗時遇上車普並得知情況，於是立即逼走王尚，還是得以成功入主涼州。原涼州別駕宗敞送王尚回去，傉檀一直都很欣賞他，而臨行前宗敞進薦了多位文武人材，亦得傉檀接納。同年八月，傉檀命禿髮文支留守姑臧，自回都城樂鄉，至十一月正式遷都至姑臧。而傉檀當時雖然是受後秦任命的官員，但車駕、服飾及禮儀都是國王格式。
及後，傉檀進襲西平、湟河各個羌人部落，並遷他們到武興、番禾、武威及昌松四郡。後又於弘始九年（407年）徵集士兵五萬多人，在方亭閱兵後就進攻沮渠蒙遜。沮渠蒙遜率兵迎擊，兩軍在均石（今甘肅張掖市東）交戰，傉檀戰敗。接著傉檀率二萬騎兵運四萬石穀到西郡，但蒙遜就進攻西郡治所日勒（今甘肅山丹縣東南），西郡太守楊統投降。
同年，夏國君主赫連勃勃因向傉檀求結姻親不遂，自率二萬兵進攻傉檀，進軍至支陽（今甘肅會寧縣）時已殺傷一萬多人，並掠二萬七千多人及數十萬頭牲畜回去。傉檀當時親自率兵追擊，焦朗認為赫連勃勃不可輕視，建議經媼圍水北渡黃河，奪萬斛堆（今寧夏中衛市與甘肅靖遠縣交界），並阻水結營，扼其咽喉；不過將領賀連卻以為赫連勃勃只是烏合之眾，根本不需迴避其軍，應該快點追擊。傉檀聽從賀連所言但在陽武（今甘肅靖遠縣）遭赫連勃勃擊敗，更被追擊了八十多里，死傷數以萬計，損失了南涼六至七成的名臣勇將。傉檀自己就帶著數個騎兵逃至枝陽以南的南山，差點還被追兵抓住。此戰大敗後，傉檀恐懼外離侵逼，於是逼遷方圓三百里以內所有平民到姑臧城內，此舉令人民既驚且怨。故此屠各成七兒就乘著百姓混亂而起兵叛變，一夜之間部眾增至數千人。其時殿中都尉張猛勸說眾人，請其懸崖勒馬，竟成功令眾人散去，成七兒逃亡時間被殺。另一方面，軍諮祭酒梁裒及輔國司馬邊憲等共七人亦謀反，被傉檀誅殺。

### 再稱涼王
弘始十年（408年），姚興見傉檀剛剛大敗給赫連勃勃，又接連發生內亂，想乘機內憂外患的時機消滅他，於是就派了姚弼、斂成領兵三萬進攻傉檀。其時姚興也派了齊難進攻赫連勃勃，姚興因而寫信給傉檀，聲稱姚弼等軍只是用來截擊可能西逃的赫連勃勃。傉檀信以為真，沒有對姚弼軍設防。姚弼於是一直率大軍進攻，俘殺了昌松太守蘇霸並進攻至姑臧，屯兵西苑，傉檀只能嬰城固守。當時涼州人王鍾、宋鍾及王娥等人偷偷去為後秦做內應，但東窗事發，傉檀原本只想殺主事的幾個人，但終也接納伊力延侯的建議，將涉及事件的共五千人全部殺害，並將他們的妻女賞給將士。傉檀又下令郡縣都將牛羊放出城外，引誘了斂成出兵搶掠，傉檀將俱延及敬歸於是趁機進攻，大敗秦軍，殺了七千多人。姚弼此時只得堅守營壘，傉檀主動進攻，但未能攻下。七月，領二萬騎兵作為後援的姚顯還在高平（今甘肅固原），知姚弼進攻失敗，於是加速趕到姑臧。姚顯派了孟欽等五個神射手在涼風門挑戰，但箭還未射就被傉檀的材官將軍宋益擊殺。姚顯見無法取勝，唯有將罪責推給斂成，派使者向傉檀道歉，並在安撫河西人民引兵退還。傉檀亦派使者徐宿到後秦謝罪。可是，同年十一月，傉檀就再度稱涼王，並設年號「嘉平」，又設百官。

### 屢戰蒙遜
及後，傉檀與沮渠蒙遜互相攻伐，至嘉平三年（410年），傉檀又自率五萬騎進攻沮渠蒙遜，但在窮泉大敗，只得隻身騎馬逃歸姑臧；蒙遜更乘勝進攻姑臧。當時姑臧人仍想起兩年前傉檀大殺王鍾等五千人的事，都十分恐懼，於是漢、胡共一萬多戶人都向蒙遜投降。傉檀恐懼之下派了敬歸及敬佗父子作為人質，向蒙遜請和。蒙遜走時雖然敬歸逃回姑臧，但仍強遷八千多戶人。另一方面，右衞將軍折掘奇鎮據石驢山（今青海西寧北川西北）叛變。傉檀害怕沮渠蒙遜進逼，又怕南部領地被折掘奇鎮佔領，於是遷都回樂都，讓成公緖留守姑臧。可是傉檀甫出城，侯諶等人就閉門作亂，推了焦朗為主，向沮渠蒙遜投降。及後沮渠蒙遜於411年攻克姑臧。
沮渠蒙遜乘著取姑臧威勢，於是進攻傉檀，傉檀派將段苟及雲連出兵番禾襲其後方，遷了三千多戶到西平，但蒙遜依然進圍樂都。傉檀堅守三十日仍未失守，蒙遜就是派使者誘傉檀以寵愛的兒子作人質換取自己退兵，但遭傉檀拒絕。蒙遜憤怒之下決定建屋並進行耕作，預備持久圍困樂都。群臣於是請傉檀考慮蒙遜的條件，最終傉檀被逼以兒子禿髮安周為人質，蒙遜亦退兵。不久，傉檀不聽孟愷諫言進攻沮渠蒙遜，五路俱進，掠番禾、苕藋兩地共五千多戶人回國。當時將軍屈右顧慮蒙遜輕兵來襲，建議傉檀加快行軍，早早回到險要能守之地。不過傉檀聽伊力延所言，認為沮渠蒙遜的步兵趕不上傉檀的騎兵，且快速行軍會丟損戰利品，並非良策。可是一夜就遇上迷霧和風雨，沮渠蒙遜大軍趕到，又打得傉檀大敗。蒙遜再次圍攻樂都，傉檀唯有再以兒子禿髮染干為人質求和。
嘉平六年（413年），傉檀再攻蒙遜，在若厚塢兵敗，蒙遜於是又再圍攻樂都，攻了二十日未能攻克就退兵。但時為鎮南將軍、湟河太守的兒子禿髮文支卻向蒙遜投降。不久蒙遜再攻，傉檀只得以太尉俱延為質請和。

### 遠征失國
嘉平七年（414年），乙弗部落叛變，傉檀堅持進攻乙弗，當時孟愷以當時南涼國內連年糧食失收，而且南有乞伏熾磐，北有沮渠蒙遜這些大敵，都令百姓不安，認為這次遠征即使克捷，但也是後患無窮，建議與乞伏熾磐結盟，請其資給糧食以解厄困，並積聚實力，待合適時機才出兵。但傉檀並不聽信。於是傉檀親領七千騎大破乙弗部，奪得牛馬羊共四十多萬頭。不過，臨行前傉檀曾囑咐留守的太子禿髮虎台要小心的乞伏熾磐果然來攻，虎台試圖據守城池但遭熾磐四面攻擊，十日就已告失陷。
傉檀得知樂都陷落後，對部眾說希望借著從乙弗部奪取的物資攻取契汗部，並贖回眾人被乞伏熾磐俘擄的妻兒，否則投降乞伏熾磐就只成奴僕。接著傉檀就率眾西進，但很多部眾知樂都陷落都逃走了，連傉檀派去追回逃兵的段苟也逃了，於是傉檀部眾幾乎全部潰散。傉檀至此，唯有向乞伏熾磐投降。傉檀到西平時，乞伏熾磐遣使出城迎接，並以上賓之禮接待，又拜其為驃騎大將軍，封左南公，南涼亡。
一年多後，乞伏熾磐毒死傉檀，當時身邊的人都給傉檀找解藥，但傉檀卻說：「我的病哪該醫治呀！」於是中毒去世，享年五十一歲。其死後獲諡為景王。

## 家庭

### 妻子
- 折掘王后

### 子女
- 太子禿髮虎台，王后所生，423年被乞伏熾磐所杀
- 秃发明德归
- 禿髮安周
- 禿髮染干
- 禿髮破羌
- 禿髮保周，後歸北魏
- 西秦禿髮王后，423年被乞伏熾磐所杀
- 禿髮左夫人

| 前任： 兄南涼康王禿髮利鹿孤 | 南涼君主 402-414 | 繼任： -- |

## 延伸阅读
[在维基数据编辑]
 《晉書/卷126》，出自房玄齡《晉書》